# 한국방송공사 농촌드라마
한국방송공사 전원드라마 혹은 한국방송공사 농촌드라마는 KBS 1TV의 채널에서 1982년 1월 11일부터 
1982년 9월 13일까지 방영을 하다가 3년뒤에 1985년 12월 15일부터 1989년 12월 25일까지 방영을 하였고, KBS 2TV의 채널은 1990년 9월 9일부터 1993년 4월 25일까지 방영을 하였다. KBS 1TV의 채널은 1993년 5월 2일부터 2015년 7월 22일까지 방송되었던 전원 드라마이다.

## 방송 시간
| 방송 채널                           | 방송 기간                              | 방송 시간                            |
| ----------------------------------- | -------------------------------------- | ------------------------------------ |
| KBS 2TV                             | 1990년 9월 9일 ~ 1991년 5월 19일       | 매주 일요일 아침 8시 50분 ~ 9시 40분 |
| KBS 2TV                             | 1991년 5월 26일 ~ 1992년 4월 5일       | 매주 일요일 아침 9시 ~ 9시 50분      |
| KBS 2TV                             | 1992년 4월 12일 ~ 1993년 4월 25일      | 매주 일요일 아침 9시 ~ 10시          |
| KBS 1TV                             |                                        |                                      |
| 1982년 1월 11일 ~ 1982년 9월 13일   | 매주 월요일 저녁 19시 45분 ~ 20시 35분 |                                      |
| 1985년 12월 15일 ~ 1988년 3월 20일  | 매주 일요일 오전 9시~ 9시 50분         |                                      |
| 1988년 5월 2일 ~ 1989년 2월 27일    | 매주 월요일 밤 20시 10분 ~ 21시        |                                      |
| 1989년 3월 6일 ~ 1989년 7월 10일    | 매주 월요일 저녁 19시 40분 ~ 20시 30분 |                                      |
| 1993년 5월 2일 ~ 1994년 10월 9일    | 매주 일요일 오전 10시 ~ 11시           |                                      |
| 1994년 10월 12일 ~ 1997년 5월 14일  | 매주 수요일 저녁 7시 35분 ~ 8시 30분   |                                      |
| 1998년 2월 18일 ~ 1999년 11월 17일  | 매주 수요일 저녁 7시 35분 ~ 8시 30분   |                                      |
| 1997년 5월 20일 ~ 1998년 2월 10일   | 매주 화요일 저녁 19시 35분 ~ 20시 30분 |                                      |
| 1999년 11월 24일 ~ 2001년 10월 31일 | 매주 수요일 저녁 19시 35분 ~ 20시 25분 |                                      |
| 2001년 11월 7일 ~ 2007년 10월 10일  | 매주 수요일 저녁 19시 30분 ~ 20시 25분 |                                      |
| 2007년 10월 24일 ~ 2011년 5월 25일  | 매주 수요일 저녁 19시 30분 ~ 20시 25분 |                                      |
| 2015년 7월 1일 ~ 2015년 7월 22일    | 매주 수요일 저녁 19시 30분 ~ 20시 25분 |                                      |
| 2011년 6월 5일 ~ 2012년 2월 26일    | 매주 일요일 아침 9시 ~ 10시            |                                      |
| 2012년 5월 20일 ~ 2013년 6월 9일    | 매주 일요일 아침 9시 ~ 10시            |                                      |
| 2014년 4월 13일 ~ 2014년 12월 28일  | 매주 일요일 아침 9시 ~ 10시            |                                      |
| 2013년 6월 16일 ~ 2014년 3월 30일   | 매주 일요일 아침 9시 10분 ~ 10시 10분  |                                      |
| 2015년 5월 31일 ~ 2015년 6월 28일   | 매주 일요일 아침 9시 ~ 9시 55분        |                                      |
| 2015년 7월 8일 ~ 2015년 7월 22일    | 매주 수요일 저녁 19시 30분 ~ 20시 25분 |                                      |

## 작품 리스트
- 《산하》: 1982년 1월 11일 ~ 1982년 9월 13일
- 《해돋는 언덕》: 1985년 12월 15일 ~ 1989년 7월 10일
- 《우리 동네》: 1989년 7월 17일 ~ 1989년 12월 25일
- 《대추나무 사랑걸렸네》: 1990년 9월 9일 ~ 2007년 10월 10일 (1993년 4월 25일까지 KBS 2TV에서 방송과 1993년 5월 2일부터 KBS 1TV에서 방송)
- 《산 너머 남촌에는》: 2007년 10월 24일 ~ 2012년 2월 26일
- 《산 너머 남촌에는 2》: 2012년 5월 20일 ~ 2014년 12월 28일
- 《오! 할매》: 2015년 5월 31일 ~ 2015년 7월 22일